# کلوروسارین
کلوروسارین (به انگلیسی: Chlorosarin) با فرمول شیمیایی C4H10ClO2P یک ترکیب شیمیایی با شناسه پاب‌کم 260 است. که جرم مولی آن ۱۵۶٫۵۵ گرم بر مول می‌باشد. 